# Ithomia terrana
Ithomia terrana är en fjärilsart som beskrevs av Richard Haensch 1903. Ithomia terrana ingår i släktet Ithomia och familjen praktfjärilar. Inga underarter finns listade i Catalogue of Life.